# Північноатлантичний хребет
Північно-Атлантичний хребет — підводний хребет в Атлантичному океані, пн. частина Серединно-Атлантичного хребта. Простягається на 7,5 тис. км від хр. Рейк'янес (поблизу о. Ісландія) до екватора. Макс. шир. до 1500 км, глиб. над хребтом 2000—3500 м (на окремих ділянках — до 1000 м). Розчленований численними розломами. Є вулкани, переважно підводні. Вершини підводних хребтів подекуди виступають на поверхню, утворюючи острови (Азорські острови, Сан-Паулу).